# 佩林頓 (密歇根州)
佩林頓（英語：Perrinton）是位於美國密歇根州格拉希厄特縣的一個村。

## 人口
根據2020年美國人口普查的數據，佩林頓的面積為1.66平方千米，當中陸地面積為1.64平方千米，而水域面積為0.02平方千米。當地共有人口393人，而人口密度為每平方千米236人。